# Емігрейшен-Каньйон (Юта)
Емігрейшен-Каньйон (англ. Emigration Canyon) — переписна місцевість (CDP) в США, в окрузі Солт-Лейк штату Юта. Населення — 1466 осіб (2020).

## Географія
Емігрейшен-Каньйон розташований за координатами 40°47′22″ пн. ш. 111°44′28″ зх. д. / 40.78944° пн. ш. 111.74111° зх. д. (40.789408, -111.741113).  За даними Бюро перепису населення США в 2010 році переписна місцевість мала площу 49,15 км², уся площа — суходіл.

## Демографія
Згідно з переписом 2010 року, у переписній місцевості мешкало 1567 осіб у 589 домогосподарствах у складі 455 родин. Густота населення становила 32 особи/км².  Було 677 помешкань (14/км²).
Расовий склад населення:
| - 94,2 % — білих - 2,8 % — азіатів - 0,7 % — чорних або афроамериканців - 0,4 % — вихідців з тихоокеанських островів |

До двох чи більше рас належало 1,5 %. Частка іспаномовних становила 2,8 % від усіх жителів.
За віковим діапазоном населення розподілялося таким чином: 23,5 % — особи молодші 18 років, 67,5 % — особи у віці 18—64 років, 9,0 % — особи у віці 65 років та старші. Медіана віку мешканця становила 44,9 року. На 100 осіб жіночої статі у переписній місцевості припадало 104,0 чоловіків;  на 100 жінок у віці від 18 років та старших — 104,3 чоловіків також старших 18 років.
Середній дохід на одне домашнє господарство  становив 231 752 долари США (медіана — 170 313), а середній дохід на одну сім'ю — 257 265 доларів (медіана — 186 750). Медіана доходів становила 84 219 доларів для чоловіків та 115 139 доларів для жінок. За межею бідності перебувало 7,3 % осіб, у тому числі 4,7 % дітей у віці до 18 років та 11,8 % осіб у віці 65 років та старших.
Цивільне працевлаштоване населення становило 1035 осіб. Основні галузі зайнятості: освіта, охорона здоров'я та соціальна допомога — 50,4 %, науковці, спеціалісти, менеджери — 16,5 %, роздрібна торгівля — 6,5 %, мистецтво, розваги та відпочинок — 5,4 %.